# Дялу-Гоєшть
Дялу-Гоєшть, Дялу-Гоєшті (рум. Dealu Goiești) — село у повіті Алба в Румунії. Входить до складу комуни Відра.
Село розташоване на відстані 329 км на північний захід від Бухареста, 61 км на північний захід від Алба-Юлії, 67 км на південний захід від Клуж-Напоки, 148 км на північний схід від Тімішоари.

## Населення
За даними перепису населення 2002 року у селі проживали 73 особи, усі — румуни. Усі жителі села рідною мовою назвали румунську.